# Großer Preis von Singapur 2017
Der Große Preis von Singapur 2017 (offiziell 2017 Formula 1 Singapore Airlines Singapore Grand Prix) fand am 17. September auf dem Marina Bay Street Circuit in Singapur statt und war das 14. Rennen der Formel-1-Weltmeisterschaft 2017.

## Bericht

### Hintergründe
Nach dem Großen Preis von Italien führte Lewis Hamilton in der Fahrerwertung mit drei Punkten vor Sebastian Vettel und mit 41 Punkten vor Valtteri Bottas. In der Konstrukteurswertung führte Mercedes mit 62 Punkten vor Ferrari und mit 223 Punkten vor Red Bull Racing.
Beim Großen Preis von Singapur stellte Pirelli den Fahrern die Reifenmischungen P Zero Soft (gelb), P Zero Supersoft (rot), P Zero Ultrasoft (violett) sowie für Nässe Cinturato Intermediates (grün) und Cinturato Full-Wets (blau) zur Verfügung.
Im Vergleich zum Vorjahr gab es einige Veränderungen an der Strecke, die hauptsächlich aus Sicherheitsgründen vorgenommen wurde. So erhielt die Strecke in Kurve eins, Kurve zwei, hinter Kurve fünf, zwischen Kurve zwölf und Kurve 13 sowie teilweise zwischen Kurve 15 und Kurve 17 einen neuen Asphaltbelag. Die Boxengasse wurde um 27,5 Zentimeter verbreitert, hierzu wurde die Boxenmauer verschoben. In Kurve eins, Kurve fünf, Kurve sieben, Kurve acht, Kurve zehn, Kurve 14, Kurve 16 und Kurve 22 wurden zudem neue TecPro-Barrieren angebracht.
Es gab zwei DRS-Zonen auf der Strecke, die im Vergleich zum Vorjahr nicht verändert wurden. Der Messpunkt für die erste Zone befand sich am Ausgang von Kurve vier, die DRS-Zone begann 48 Meter nach Kurve fünf. Der zweite Messpunkt lag 80 Meter vor Kurve 22, die DRS-Zone befand sich auf der Start-Ziel-Geraden und begann 45 Meter nach Kurve 23.
Daniil Kwjat (zehn), Kevin Magnussen, Vettel (jeweils sieben), Jolyon Palmer, Sergio Pérez (jeweils sechs), Stoffel Vandoorne (fünf), Nico Hülkenberg, Esteban Ocon (jeweils vier), Romain Grosjean, Kimi Räikkönen, Carlos Sainz jr., Max Verstappen (jeweils drei), Hamilton, Felipe Massa und Pascal Wehrlein (jeweils zwei) gingen mit Strafpunkten ins Rennwochenende.
Mit Vettel (viermal), Fernando Alonso und Hamilton (jeweils zweimal) traten drei ehemalige Sieger zu diesem Grand Prix an.
Rennkommissare waren Silvia Bellot (ESP), Gerd Ennser (DEU), Emanuele Pirro (ITA) sowie Nish Shetty (SGP).

### Training
Im ersten freien Training fuhr Daniel Ricciardo in 1:42,489 Minuten die Bestzeit vor Vettel und Verstappen.
Im zweiten freien Training war Ricciardo mit einer Rundenzeit von 1:40,852 Minuten erneut Schnellster vor Verstappen und Hamilton.
Im dritten freien Training fuhr Verstappen mit einer Rundenzeit von 1:41,829 Minuten die Bestzeit vor Vettel und Hamilton. Das Training wurde nach einem Unfall von Ericsson für wenige Minuten unterbrochen.

### Qualifying
Das Qualifying bestand aus drei Teilen mit einer Nettolaufzeit von 45 Minuten. Im ersten Qualifying-Segment (Q1) hatten die Fahrer 18 Minuten Zeit, um sich für das Rennen zu qualifizieren. Alle Fahrer, die im ersten Abschnitt eine Zeit erzielten, die maximal 107 Prozent der schnellsten Rundenzeit betrug, qualifizierten sich für den Grand Prix. Die besten 15 Fahrer erreichten den nächsten Teil. Verstappen war Schnellster. Die Sauber- und Williams-Fahrer sowie Magnussen schieden aus.
Der zweite Abschnitt (Q2) dauerte 15 Minuten. Die schnellsten zehn Piloten qualifizierten sich für den dritten Teil des Qualifyings. Verstappen war erneut Schnellster. Grosjean, die Force-India-Piloten, Kwjat und Palmer schieden aus.
Der letzte Abschnitt (Q3) ging über eine Zeit von zwölf Minuten, in denen die ersten zehn Startpositionen vergeben wurden. Vettel fuhr mit einer Rundenzeit von 1:39,491 Minuten die Bestzeit vor Verstappen und Ricciardo. Es war die 49. Pole-Position für Vettel in der Formel-1-Weltmeisterschaft.
Ericsson wurde wegen eines vorzeitigen Getriebewechsels nach seinem Unfall im dritten freien Training um fünf Startplätze nach hinten versetzt.

### Rennen
Regenfälle vor dem Rennstart bedeuteten, dass das Rennen der erste Nacht-Grand-Prix in der Geschichte der Formel 1 sein würde, der unter nassen Bedingungen ausgetragen wurde. Das Rennen wurde gemäß den Regeländerungen für 2017 unter normalen Bedingungen und ohne Safety-Car gestartet.
Räikkönen hatte von Platz 4 aus den besten Start und schob sich auf die Innenseite links neben Verstappen. Vettel, der einen schlechteren Start als Verstappen hatte, zog von rechts scharf nach links auf die Innenseite, um Verstappen nicht vorbei zu lassen. Verstappen, nun eingeklemmt zwischen den beiden Ferraris, wich Vettel nach links aus und geriet so in die Bahn von Räikkonen, der schon etwa eine halbe Länge vor ihm lag. Räikkonens rechter Hinterreifen lief auf Verstappens linken Vorderreifen auf, worauf Räikkönens Auto außer Kontrolle geriet. Er traf den linken Seitenkasten seines Teamkollegen Vettel, wodurch beide Autos erheblich beschädigt wurden. Räikkönens Auto rutschte dann nach vorne in Kurve 1, wo es erneut Verstappens Auto traf, was dazu führte, dass das Red-Bull-Auto mit dem Auto von Alonso kollidierte. Dies führte zum sofortigen Ausfall von Räikkönen und Verstappen. Vettel konnte bis Kurve vier weiterfahren und die Führung behaupten, drehte sich dann aber und rollte rückwärts aus. Alonso schied dann in der 9. Runde aufgrund der Beschädigungen aus.
Hamilton übernahm die Führung vor Ricciardo und Hülkenberg. Die Kollisionen in der ersten Runde brachten dann das Safety-Car zum Vorschein, welches das Feld bis zur vierten Runde anführte.
Beim Restart behielt dann Hamilton die Führung und konnte sich von Ricciardo absetzen und einen komfortablen Vorsprung herausfahren.
Im Verlauf des Rennens kam es zu zwei weiteren Safety-Car-Phasen. Eine in Runde 11, nachdem Kwjat sich in Kurve 7 verbremste, und eine in Runde 38, nachdem sich Ericsson drehte. Bottas schaffte es, nach der ersten Safety-Car-Phase auf den dritten und Sainz jr. auf den vierten Platz vorzurücken, als die Fahrer mit kompletten Regenreifen vor ihnen wegen Intermediates an die Box gingen und Bottas und Sainz jr. bereits auf den Reifen waren. Hamilton konnte sich bei beiden Restarts erneut gut durchsetzen.
Magnussen und Hülkenberg – von der vierten Position, nachdem er Sainz jr. in der zweiten Safety-Car-Phase überholt hatte – schieden beide später im Rennen wegen mechanischer Probleme aus.
Das Rennen wurde am Ende der 58. Runde nach dem Erreichen des Zwei-Stunden-Zeitlimits abgewunken. Es war damit das erste Rennen seit dem Großen Preis von Singapur 2014, das wegen des Zeitlimits über eine verkürzte Distanz ging.
Hamilton gewann das Rennen vor Ricciardo und Bottas. Es war der 60. Sieg für Hamilton in der Formel-1-Weltmeisterschaft, davon der siebte in dieser Saison. Für Ricciardo war es die siebte und für Bottas die zehnte Podestplatzierung in der Saison. Die restlichen Punkteplatzierungen belegten Sainz jr., Pérez, Palmer, Vandoorne, Stroll, Grosjean und Ocon. Für Sainz jr., Palmer und Vandoorne war es die bis dahin beste Platzierung bei einem Grand Prix. Palmer fuhr zudem erstmals überhaupt in die Punkte. Am selben Wochenende wurde allerdings auch bekannt gegeben, dass er am Ende der Saison bei Renault durch Sainz jr. ersetzt werden würde.
Hamilton baute seinen Vorsprung auf Vettel und Bottas in der Gesamtwertung aus. Auch in der Konstrukteurswertung vergrößerte Mercedes den Vorsprung auf Ferrari und Red Bull.
Die Rennkommissare analysierten die Startkollision und bewerteten sie als Rennunfall; gegen keinen der Beteiligten wurden Sanktionen verhängt.

## Meldeliste
| Team                          | Nr. | Fahrer             | Chassis                   | Motor                         | Reifen |
| ----------------------------- | --- | ------------------ | ------------------------- | ----------------------------- | ------ |
| Mercedes AMG Petronas F1 Team | 44  | Lewis Hamilton     | Mercedes F1 W08 EQ Power+ | Mercedes-AMG F1 M08 EQ Power+ | P      |
| Mercedes AMG Petronas F1 Team | 77  | Valtteri Bottas    | Mercedes F1 W08 EQ Power+ | Mercedes-AMG F1 M08 EQ Power+ | P      |
| Red Bull Racing               | 03  | Daniel Ricciardo   | Red Bull RB13             | TAG Heuer                     | P      |
| Red Bull Racing               | 33  | Max Verstappen     | Red Bull RB13             | TAG Heuer                     | P      |
| Scuderia Ferrari              | 05  | Sebastian Vettel   | Ferrari SF70H             | Ferrari 062                   | P      |
| Scuderia Ferrari              | 07  | Kimi Räikkönen     | Ferrari SF70H             | Ferrari 062                   | P      |
| Sahara Force India F1 Team    | 11  | Sergio Pérez       | Force India VJM10         | Mercedes-AMG F1 M08 EQ Power+ | P      |
| Sahara Force India F1 Team    | 31  | Esteban Ocon       | Force India VJM10         | Mercedes-AMG F1 M08 EQ Power+ | P      |
| Williams Martini Racing       | 19  | Felipe Massa       | Williams FW40             | Mercedes-AMG F1 M08 EQ Power+ | P      |
| Williams Martini Racing       | 18  | Lance Stroll       | Williams FW40             | Mercedes-AMG F1 M08 EQ Power+ | P      |
| McLaren Honda                 | 14  | Fernando Alonso    | McLaren MCL32             | Honda RA617H                  | P      |
| McLaren Honda                 | 02  | Stoffel Vandoorne  | McLaren MCL32             | Honda RA617H                  | P      |
| Scuderia Toro Rosso           | 26  | Daniil Kwjat       | Toro Rosso STR12          | Renault R.E.17                | P      |
| Scuderia Toro Rosso           | 55  | Carlos Sainz jr.   | Toro Rosso STR12          | Renault R.E.17                | P      |
| Scuderia Toro Rosso           | 38  | Sean Gelael        | Toro Rosso STR12          | Renault R.E.17                | P      |
| Haas F1 Team                  | 08  | Romain Grosjean    | Haas VF-17                | Ferrari 062                   | P      |
| Haas F1 Team                  | 20  | Kevin Magnussen    | Haas VF-17                | Ferrari 062                   | P      |
| Haas F1 Team                  | 50  | Antonio Giovinazzi | Haas VF-17                | Ferrari 062                   | P      |
| Renault Sport F1 Team         | 27  | Nico Hülkenberg    | Renault R.S.17            | Renault R.E.17                | P      |
| Renault Sport F1 Team         | 30  | Jolyon Palmer      | Renault R.S.17            | Renault R.E.17                | P      |
| Sauber F1 Team                | 09  | Marcus Ericsson    | Sauber C36                | Ferrari 061                   | P      |
| Sauber F1 Team                | 94  | Pascal Wehrlein    | Sauber C36                | Ferrari 061                   | P      |

Anmerkungen
1. 1 2  Der Toro Rosso mit der Startnummer 38 wurde im ersten freien Training für Gelael eingesetzt. Sainz übernahm das Fahrzeug für das restliche Rennwochenende mit seiner Startnummer 55.
2. 1 2  Der Haas mit der Startnummer 50 wurde im ersten freien Training für Giovinazzi eingesetzt. Magnussen übernahm das Fahrzeug für das restliche Rennwochenende mit seiner Startnummer 20.

## Klassifikationen

### Qualifying
| Pos.                                                                      | Fahrer            | Konstrukteur         | Q1       | Q2       | Q3       | Start |
| ------------------------------------------------------------------------- | ----------------- | -------------------- | -------- | -------- | -------- | ----- |
| 01                                                                        | Sebastian Vettel  | Ferrari              | 1:43,336 | 1:40,529 | 1:39,491 | 01    |
| 02                                                                        | Max Verstappen    | Red Bull-TAG Heuer   | 1:42,010 | 1:40,332 | 1:39,814 | 02    |
| 03                                                                        | Daniel Ricciardo  | Red Bull-TAG Heuer   | 1:42,063 | 1:40,385 | 1:39,840 | 03    |
| 04                                                                        | Kimi Räikkönen    | Ferrari              | 1:43,328 | 1:40,525 | 1:40,069 | 04    |
| 05                                                                        | Lewis Hamilton    | Mercedes             | 1:42,455 | 1:40,577 | 1:40,126 | 05    |
| 06                                                                        | Valtteri Bottas   | Mercedes             | 1:43,137 | 1:41,409 | 1:40,810 | 06    |
| 07                                                                        | Nico Hülkenberg   | Renault              | 1:42,586 | 1:41,277 | 1:41,013 | 07    |
| 08                                                                        | Fernando Alonso   | McLaren-Honda        | 1:42,086 | 1:41,442 | 1:41,179 | 08    |
| 09                                                                        | Stoffel Vandoorne | McLaren-Honda        | 1:42,222 | 1:41,227 | 1:41,398 | 09    |
| 10                                                                        | Carlos Sainz jr.  | Toro Rosso-Renault   | 1:42,176 | 1:41,826 | 1:42,056 | 10    |
| 11                                                                        | Jolyon Palmer     | Renault              | 1:42,472 | 1:42,107 | –        | 11    |
| 12                                                                        | Sergio Pérez      | Force India-Mercedes | 1:43,594 | 1:42,246 | –        | 12    |
| 13                                                                        | Daniil Kwjat      | Toro Rosso-Renault   | 1:42,544 | 1:42,338 | –        | 13    |
| 14                                                                        | Esteban Ocon      | Force India-Mercedes | 1:43,626 | 1:42,760 | –        | 14    |
| 15                                                                        | Romain Grosjean   | Haas-Ferrari         | 1:43,627 | 1:43,883 | –        | 15    |
| 16                                                                        | Kevin Magnussen   | Haas-Ferrari         | 1:43,756 | –        | –        | 16    |
| 17                                                                        | Felipe Massa      | Williams-Mercedes    | 1:44,014 | –        | –        | 17    |
| 18                                                                        | Lance Stroll      | Williams-Mercedes    | 1:44,728 | –        | –        | 18    |
| 19                                                                        | Pascal Wehrlein   | Sauber-Ferrari       | 1:45,059 | –        | –        | 19    |
| 20                                                                        | Marcus Ericsson   | Sauber-Ferrari       | 1:45,570 | –        | –        | 20    |
| 107-Prozent-Zeit: 1:49,150 min (bezogen auf Q1-Bestzeit von 1:42,010 min) |                   |                      |          |          |          |       |

Anmerkungen
1. ↑  Ericsson wurde wegen eines vorzeitigen Getriebewechsels um fünf Positionen nach hinten versetzt

### Rennen
| Pos. | Fahrer            | Konstrukteur         | Runden | Stopps | Zeit        | Start | Schnellste Runde |
| ---- | ----------------- | -------------------- | ------ | ------ | ----------- | ----- | ---------------- |
| 01   | Lewis Hamilton    | Mercedes             | 58     | 4      | 2:03:23,544 | 05    | 1:45,008 (55.)   |
| 02   | Daniel Ricciardo  | Red Bull-TAG Heuer   | 58     | 5      | + 4,507     | 03    | 1:45,301 (57.)   |
| 03   | Valtteri Bottas   | Mercedes             | 58     | 4      | + 8,800     | 06    | 1:45,405 (54.)   |
| 04   | Carlos Sainz jr.  | Toro Rosso-Renault   | 58     | 4      | + 22,822    | 10    | 1:46,537 (52.)   |
| 05   | Sergio Pérez      | Force India-Mercedes | 58     | 5      | + 25,359    | 12    | 1:46,731 (52.)   |
| 06   | Jolyon Palmer     | Renault              | 58     | 5      | + 27,259    | 11    | 1:46,722 (52.)   |
| 07   | Stoffel Vandoorne | McLaren-Honda        | 58     | 5      | + 30,388    | 09    | 1:46,722 (57.)   |
| 08   | Lance Stroll      | Williams-Mercedes    | 58     | 4      | + 41,696    | 18    | 1:47,512 (55.)   |
| 09   | Romain Grosjean   | Haas-Ferrari         | 58     | 4      | + 43,282    | 15    | 1:47,637 (54.)   |
| 10   | Esteban Ocon      | Force India-Mercedes | 58     | 6      | + 44,795    | 14    | 1:47,677 (52.)   |
| 11   | Felipe Massa      | Williams-Mercedes    | 58     | 6      | + 46,536    | 17    | 1:47,055 (58.)   |
| 12   | Pascal Wehrlein   | Sauber-Ferrari       | 56     | 6      | + 2 Runden  | 19    | 1:49,061 (56.)   |
| –    | Kevin Magnussen   | Haas-Ferrari         | 50     | 6      | DNF         | 16    | 1:47,585 (44.)   |
| –    | Nico Hülkenberg   | Renault              | 48     | 6      | DNF         | 07    | 1:48,011 (37.)   |
| –    | Marcus Ericsson   | Sauber-Ferrari       | 35     | 6      | DNF         | 20    | 1:52,496 (35.)   |
| –    | Daniil Kwjat      | Toro Rosso-Renault   | 10     | 3      | DNF         | 13    | 2:10,512 (10.)   |
| –    | Fernando Alonso   | McLaren-Honda        | 8      | 3      | DNF         | 08    | 2:13,579 (06.)   |
| –    | Sebastian Vettel  | Ferrari              | 0      | 0      | DNF         | 01    | –                |
| –    | Max Verstappen    | Red Bull-TAG Heuer   | 0      | 0      | DNF         | 02    | –                |
| –    | Kimi Räikkönen    | Ferrari              | 0      | 0      | DNF         | 04    | –                |

Anmerkungen
1. 1 2 3 4 5 6 7 8 9 10 11 12 13 14 15 16 17  Das gesamte Feld wurde während der ersten Safety-Car-Phase dreimal durch die Boxengasse geführt. Die FIA zählt jede dieser Durchfahrten als einen Boxenstopp, unabhängig davon, ob der Fahrer an der Box anhielt oder nicht.

## WM-Stände nach dem Rennen
Die ersten zehn des Rennens bekamen 25, 18, 15, 12, 10, 8, 6, 4, 2 bzw. 1 Punkt(e).

### Fahrerwertung
| Pos. | Fahrer           | Konstrukteur         | Punkte |
| ---- | ---------------- | -------------------- | ------ |
| 01   | Lewis Hamilton   | Mercedes             | 263    |
| 02   | Sebastian Vettel | Ferrari              | 235    |
| 03   | Valtteri Bottas  | Mercedes             | 212    |
| 04   | Daniel Ricciardo | Red Bull-TAG Heuer   | 162    |
| 05   | Kimi Räikkönen   | Ferrari              | 138    |
| 06   | Max Verstappen   | Red Bull-TAG Heuer   | 68     |
| 07   | Sergio Pérez     | Force India-Mercedes | 68     |
| 08   | Esteban Ocon     | Force India-Mercedes | 56     |
| 09   | Carlos Sainz jr. | Toro Rosso-Renault   | 48     |
| 10   | Nico Hülkenberg  | Renault              | 34     |
| 11   | Felipe Massa     | Williams-Mercedes    | 31     |
| 12   | Lance Stroll     | Williams-Mercedes    | 28     |

| Pos. | Fahrer             | Konstrukteur       | Punkte |
| ---- | ------------------ | ------------------ | ------ |
| 13   | Romain Grosjean    | Haas-Ferrari       | 26     |
| 14   | Kevin Magnussen    | Haas-Ferrari       | 11     |
| 15   | Fernando Alonso    | McLaren-Honda      | 10     |
| 16   | Jolyon Palmer      | Renault            | 8      |
| 17   | Stoffel Vandoorne  | McLaren-Honda      | 7      |
| 18   | Pascal Wehrlein    | Sauber-Ferrari     | 5      |
| 19   | Daniil Kwjat       | Toro Rosso-Renault | 4      |
| 20   | Marcus Ericsson    | Sauber-Ferrari     | 0      |
| 21   | Antonio Giovinazzi | Sauber-Ferrari     | 0      |
| –    | Jenson Button      | McLaren-Honda      | 0      |
| –    | Paul di Resta      | Williams-Mercedes  | 0      |

### Konstrukteurswertung
| Pos. | Konstrukteur         | Punkte |
| ---- | -------------------- | ------ |
| 1    | Mercedes             | 475    |
| 2    | Ferrari              | 373    |
| 3    | Red Bull-TAG Heuer   | 230    |
| 4    | Force India-Mercedes | 124    |
| 5    | Williams-Mercedes    | 59     |

| Pos. | Konstrukteur       | Punkte |
| ---- | ------------------ | ------ |
| 06   | Toro Rosso-Renault | 52     |
| 07   | Renault            | 42     |
| 08   | Haas-Ferrari       | 37     |
| 09   | McLaren-Honda      | 17     |
| 10   | Sauber-Ferrari     | 5      |